# Crested Butte
Crested Butte è una town degli Stati Uniti d'America, situato nella Contea di Gunnison in Colorado. Nel censimento del 2000 la popolazione era di 1 529 abitanti.

## Geografia fisica
Secondo i rilevamenti dell'United States Census Bureau, Crested Butte si estende su una superficie di 2,18 km² (0,84 mi²).